# АЕК Арена
АЕК Арена — Георгіос Карапатакіс (грец. ΑΕΚ Αρένα – Γεώργιος Καραπατάκης) — футбольний стадіон у Ларнаці, Кіпр. Збудований у 2016 році, домашня арена АЕК Ларнака і має загальну місткість 8 058 місць. З 2021 року також приймає домашні матчі збірної Кіпру.

## Назва
Офіційна назва стадіону — «Арена АЕК — Георгій Карапатакіс» на честь батька президента АЕК Андроса Карапатакіса.

## Історія
АЕК Арена була побудована на землі, що належить стадіону ГСЗ. АЕК Ларнака і ГСЗ домовилися про будівництво стадіону на цій землі. Стадіон є власністю АЕК Ларнака, і був побудований за власні кошти. Відповідальність за будівництво було покладено на Balltown Holdings (Public) Ltd, яка була заснована з цією метою AEK.
Будівництво стадіону було заплановано у два етапи. Перший етап розпочався 7 вересня 2015 року. Спочатку планувалося побудувати лише 3 з 4 трибун. Однак в ході реалізації проєкту було видано мандат на будівництво четвертої трибуни.
Стадіон було урочисто відкрито в понеділок, 17 жовтня 2016 року, матчем між АЕКом і Арісом у рамках 7-го туру Першого дивізіону Кіпру 2016–17 років. АЕК виграв матч з рахунком 4:0. Перший гол на АЕК Арені забив Хорхе Ларена. Офіційна інавгурація відбулася 27 листопада 2016 року
Перший матч європейських змагань відбувся 29 червня 2017 року в рамках першого кваліфікаційного раунду Ліги Європи 2017—2018, коли АЕК зустрівся з «Лінкольн Ред Імпс» АЕК виграв матч з рахунком 5–0.

## Фінансування
Вартість будівництва стадіону:
1) 7 мільйонів євро на перший етап
2) 3 мільйони євро на другий етап

## Категоризація
З вересня 2022 року «АЕК Арена» класифікується як стадіон 4 категорії УЄФА.